# 나미미
나미미(중국어 간체자: 罗美薇, 정체자: 羅美薇, 병음: Luó Měiwéi 뤄메이웨이[*], 영어: May Lo, May Law, 1966년 9월 1일 ~ )는 홍콩의 배우이다. 

## 이력
홍콩에서 출생하였으며 지난날 한때 마카오에서 잠시 유아기를 보낸 적이 있는 그녀는 홍콩의 가수이자 배우인 장학우의 아내이기도 하다. 장학우와의 사이에서 두 딸을 두었다. 
그녀는 1983년 홍콩 영화 《전효장각(專撬牆腳)》으로 영화배우 첫 데뷔하였다. 이후 1986년부터 이듬해 1987년까지는 홍콩 텔레비전 드라마에 출연하기도 하였다.
1996년 2월 15일 장학우와 결혼하였다.

## 출연 작품
- 지존계상 - 미스 창 역
- 경천 12시
- 서환적고사
- 여룡공무